# Club Deportivo Naval
El Club Deportivo Naval es un equipo de fútbol español de Reinosa (Cantabria). El club se fundó en 1928 y actualmente milita en el Grupo III de la Tercera Federación. Debe su nombre a la factoría siderúrgica conocida como La Naval, ubicada en la población desde 1918.

## Historia
Fruto del gran éxito que obtuvo la celebración de un torneo organizado por la factoría entre sus diferentes talleres y oficinas en la primavera de 1928, se fundó el Club Deportivo Naval para que participase en las diversas competiciones organizadas por la Federación Cántabra de Fútbol.
En el año 2018, se celebraron los actos conmemorativos del 90 Aniversario de su fundación. Disputa sus partidos como local en el Campo San Francisco de Reinosa. Su escuela deportiva cuenta con diversos equipos que compiten en las categorías de juvenil, cadete, infantil y alevín.
Su mejor clasificación histórica fue el sexto puesto logrado en la Tercera División de la campaña 1958-59, cuando esta competición representaba el tercer nivel del sistema de ligas de fútbol de España.
Es el club deportivo más antiguo y representativo de la comarca de Campoo. De sus filas salieron destacados jugadores que militaron en notables equipos punteros de toda la geografía española.

## Estadio
Juega sus encuentros como local en el campo municipal de San Francisco, ubicado en Reinosa. El estadio fue inaugurado en 1928. Es de hierba artificial y tiene unas dimensiones de 105 x 65 m. Se estima una capacidad para 1500 espectadores, cuenta con una grada cubierta para albergar espectadores sentados y otra más pequeña para localidades de pie. Dispone de un marcador electrónico desde 2014. Anexo al estadio hay un campo de hierba natural, utilizado para entrenamientos.

## Uniforme
- Uniforme titular: camiseta con rayas verticales anchas azules y blancas, pantalón y medias azules.
- Uniforme alternativo: camiseta en rosa oscuro con cuello blanco, pantalón y medias en rosa oscuro.

## Trayectoria en competiciones nacionales
- Temporadas en Primera División: 0
- Temporadas en Segunda División: 0
- Temporadas en Primera Federación: 0
- Temporadas en Segunda Federación: 0
- Temporadas en Tercera: 38 (1949-50 a 1950-51, 1957-58 a 1960-61, 1962-63 a 1963-64, 1976-77 a 1994-95, 1996-97 a 2000-01, 2002-03, 2015-16, 2018-19 y 2021-22 a 2024-25).
- Participaciones en Copa del Rey: 5 (1976-77, 1977-78, 1978-79, 1979-80 y 1981-82).

## Temporadas del Naval
Temporadas del Naval desde 1952-53:
| Temporada | Categoría                         | Puesto             | Notas                      |
| --------- | --------------------------------- | ------------------ | -------------------------- |
| 1952-53   | 1.ª Categoría Regional            | 7.º                |                            |
| 1953-54   | 1.ª Categoría Regional            | 6.º                |                            |
| 1954-55   | 1.ª Categoría Regional            | 2.º                |                            |
| 1955-56   | 1.ª Categoría Regional            | 2.º (fase regular) | fase de permanencia        |
| 1956-57   | 1.ª Categoría Regional            | 1.º                | ascenso                    |
| 1957-58   | 3.ª División                      | 9.º                |                            |
| 1958-59   | 3.ª División                      | 6.º                |                            |
| 1959-60   | 3.ª División                      | 9.º                |                            |
| 1960-61   | 3.ª División                      | 16.º               | descenso                   |
| 1961-62   | 1.ª Categoría Regional            | 1.º                | ascenso                    |
| 1962-63   | 3.ª División                      | 12.º               |                            |
| 1963-64   | 3.ª División                      | 16.º               | descenso                   |
| 1964-65   | 1.ª Categoría Regional            | 3.º                |                            |
| 1965-66   | 1.ª Categoría Regional            | 7.º                |                            |
| 1966-67   | 1.ª Categoría Regional            | 2.º (Grupo 2)      | fase de ascenso            |
| 1967-68   | 1.ª Categoría Regional            | 5.º (Grupo 1)      |                            |
| 1968-69   | 1.ª Categoría Regional            | 11.º               |                            |
| 1969-70   | 1.ª Categoría Regional            | 4.º                |                            |
| 1970-71   | 1.ª Categoría Regional            | 9.º                |                            |
| 1971-72   | 1.ª Categoría Regional            | 6.º                |                            |
| 1972-73   | 1.ª Categoría Regional            | 4.º                |                            |
| 1973-74   | 1.ª Categoría Regional            | 2.º                | promociona a 3.ª División  |
| 1974-75   | 1.ª Categoría Regional Preferente | 4.º                |                            |
| 1975-76   | 1.ª Categoría Regional            | 1.º                | ascenso                    |
| 1976-77   | 3.ª División                      | 17.º               |                            |
| 1977-78   | 3.ª División                      | 15.º               |                            |
| 1978-79   | 3.ª División                      | 8.º                |                            |
| 1979-80   | 3.ª División                      | 14.º               |                            |
| 1980-81   | 3.ª División                      | 6.º                |                            |
| 1981-82   | 3.ª División                      | 11.º               |                            |
| 1982-83   | 3.ª División                      | 17.º               |                            |
| 1983-84   | 3.ª División                      | 12.º               |                            |
| 1984-85   | 3.ª División                      | 14.º               |                            |
| 1985-86   | 3.ª División                      | 18.º               |                            |
| 1986-87   | 3.ª División                      | 12.º               |                            |
| 1987-88   | 3.ª División                      | 7.º                |                            |
| 1988-89   | 3.ª División                      | 9.º                |                            |
| 1989-90   | 3.ª División                      | 16.º               |                            |
| 1990-91   | 3.ª División                      | 11.º               |                            |
| 1991-92   | 3.ª División                      | 16.º               |                            |
| 1992-93   | 3.ª División                      | 16.º               |                            |
| 1993-94   | 3.ª División                      | 17.º               |                            |
| 1994-95   | 3.ª División                      | 20.º               | descenso                   |
| 1995-96   | Regional Preferente               | 4.º                | ascenso                    |
| 1996-97   | 3.ª División                      | 9.º                |                            |
| 1997-98   | 3.ª División                      | 15.º               |                            |
| 1998-99   | 3.ª División                      | 9.º                |                            |
| 1999-2000 | 3.ª División                      | 13.º               |                            |
| 2000-01   | 3.ª División                      | 17.º               | descenso                   |
| 2001-02   | Regional Preferente               | 5.º                | ascenso                    |
| 2002-03   | 3.ª División                      | 20.º               | descenso                   |
| 2003-04   | Regional Preferente               | 11.º               |                            |
| 2004-05   | Regional Preferente               | 13.º               |                            |
| 2005-06   | Regional Preferente               | 16.º               | descenso                   |
| 2006-07   | 1.ª Regional                      | 3.º                | ascenso                    |
| 2007-08   | Regional Preferente               | 17.º               | descenso                   |
| 2008-09   | 1.ª Regional                      | 5.º                |                            |
| 2009-10   | 1.ª Regional                      | 2.º                | ascenso                    |
| 2010-11   | Regional Preferente               | 8.º                |                            |
| 2011-12   | Regional Preferente               | 18.º               | descenso                   |
| 2012-13   | 1.ª Regional                      | 6.º                |                            |
| 2013-14   | 1.ª Regional                      | 2.º                |                            |
| 2014-15   | Regional Preferente               | 3.º                |                            |
| 2015-16   | 3.ª División                      | 18.º               |                            |
| 2016-17   | Regional Preferente               | 5.º                |                            |
| 2017-18   | Regional Preferente               | 2.º                |                            |
| 2018-19   | 3.ª División                      | 19.º               |                            |
| 2019-20   | Regional Preferente               | 10.º               |                            |
| 2020-21   | Regional Preferente               | 1.º                | Campeón                    |
| 2021-22   | 3.ª División RFEF                 | 4.º                | Fase de ascenso a 2.ª RFEF |
| 2022-23   | 3.ª Federación                    | 7.º                |                            |
| 2023-24   | 3.ª Federación                    | 11.º               |                            |
| 2024-25   | 3.ª Federación                    |                    |                            |

## Filiales
La apuesta por un filial se decidió en base al firme propósito de recuperar para la práctica del fútbol a numerosos jugadores campurrianos que se habían desvinculado del mismo, así como poder asegurar que los jugadores procedentes de la cantera pudieran adquirir la madurez y experiencia necesaria para, en su caso, dar el salto definitivo al primer equipo.
Como cualquier filial, el equipo se constituyó también para que los jóvenes valores dispusiesen de minutos suficientes de juego para desarrollar sus cualidades y capacidades, liberados de la “presión” añadida de jugar en el primer equipo y así poder adaptarse gradualmente a las exigencias de una categoría superior.
En un claro guiño al pasado y al filial que más éxitos deportivos cosechó en su historia (años 1975 a 1983), se ha decidido cambiar el nombre de CD Naval B por CD NAVAL AESA - Astilleros Españoles SA-, pero también como reconocimiento a la factoría “La Naval” que desde sus inicios (año 1918) ha impulsado el fútbol en Reinosa.
En efecto, el CD Naval ha contado a lo largo de su historia con varios equipos filiales. Uno de ellos fue el Naval AESA (formado en 1975 y desaparecido en 1983) que llegó a militar en Regional Preferente seis temporadas (1977-78 a 1982-83).
En la temporada 2019-20, el club formó de nuevo un filial con la denominación de Club Deportivo Naval "B", también es conocido como C. D. Naval AESA. En la actualidad compite en la 1.ª Regional.
- Temporadas del Naval AESA:

| Temporada | Categoría           | Puesto        | Notas      |
| --------- | ------------------- | ------------- | ---------- |
| 1975-76   | 2.ª Regional        | 2.º           | ascenso    |
| 1976-77   | 1.ª Regional        | 3.º           | ascenso    |
| 1977-78   | Regional Preferente | 14.º          |            |
| 1978-79   | Regional Preferente | 14.º          |            |
| 1979-80   | Regional Preferente | 6.º           |            |
| 1980-81   | Regional Preferente | 11.º          |            |
| 1981-82   | Regional Preferente | 14.º          |            |
| 1982-83   | Regional Preferente | 19.º          | desaparece |
| 2019-20   | 2.ª Regional        | 8.º (Grupo B) |            |
| 2020-21   | 2.ª Regional        | 4.º (Grupo A) |            |
| 2021-22   | 2.ª Regional        | 2.º (Grupo A) | ascenso    |
| 2022-23   | 1.ª Regional        | 3.º           | ascenso    |
| 2023-24   | Regional Preferente | 18.º          | descenso   |
| 2024-25   | 1.ª Regional        |               |            |

Otro equipo con acuerdo de filialidad con el Naval fue la Sociedadd Deportiva Iguña, club de fútbol de Molledo, que también alcanzó la Regional Preferente en las campañas 1990-91 y 1993-94, y fue subcampeón de la Copa Cantabria en 1993 y 2008.
- Temporadas de la SD Iguña desde 1972-73:

| Temporada | Categoría           | Puesto         | Notas                                  |
| --------- | ------------------- | -------------- | -------------------------------------- |
| 1972-73   | Tercera Regional    | 8.º (Grupo 1)  |                                        |
| 1973-74   | Tercera Regional    | 9.º            | promoción y ascenso                    |
| 1974-75   | 2.ª Regional        | 8.º            |                                        |
| 1975-76   | 2.ª Regional        | 3.º            | ascenso                                |
| 1976-77   | 1.ª Regional        | 6.º            |                                        |
| 1977-78   | 1.ª Regional        | 7.º            |                                        |
| 1978-79   | 1.ª Regional        | 17.º           | descenso                               |
| 1979-80   | 2.ª Regional        | 2.º            | ascenso                                |
| 1980-81   | 1.ª Regional        | 19.º           | descenso                               |
| 1981-82   | 2.ª Regional        | 1.º            | ascenso                                |
| 1982-83   | 1.ª Regional        | 17.º           |                                        |
| 1983-84   | 1.ª Regional        | 12.º           |                                        |
| 1984-85   | 1.ª Regional        | 15.º           |                                        |
| 1985-86   | 1.ª Regional        | 10.º (Grupo 1) |                                        |
| 1986-87   | 1.ª Regional        | 5.º            | pierde la promoción con el CD Pontejos |
| 1987-88   | 1.ª Regional        | 8.º            |                                        |
| 1988-89   | 1.ª Regional        | 7.º            |                                        |
| 1989-90   | 1.ª Regional        | 3.º            | ascenso                                |
| 1990-91   | Regional Preferente | 20.º           | descenso                               |
| 1991-92   | 1.ª Regional        | 6.º            |                                        |
| 1992-93   | 1.ª Regional        | 2.º            | ascenso                                |
| 1993-94   | Regional Preferente | 18.º           | descenso                               |
| 1994-95   | 1.ª Regional        | 18.º           |                                        |
| 1995-96   | 1.ª Regional        | 15.º           |                                        |
| 1996-97   | 1.ª Regional        | 9.º            |                                        |
| 1997-98   | 1.ª Regional        | 15.º           |                                        |
| 1998-99   | 1.ª Regional        | 20.º           |                                        |
| 1999-2000 | 1.ª Regional        | 8.º (Grupo B)  |                                        |
| 2000-01   | 1.ª Regional        | 10.º (Grupo B) |                                        |
| 2001-02   | 1.ª Regional        | 10.º (Grupo B) |                                        |
| 2002-03   | 1.ª Regional        | 14.º (Grupo A) |                                        |
| 2003-04   | 1.ª Regional        | 15.º (Grupo B) |                                        |
| 2004-05   | 1.ª Regional        | 16.º (Grupo A) | descenso                               |
| 2005-06   | 2.ª Regional        | 12.º           |                                        |
| 2006-07   | 2.ª Regional        | 11.º           |                                        |
| 2007-08   | 2.ª Regional        | 7.º (Grupo B)  |                                        |
| 2008-09   | 2.ª Regional        | 10.º (Grupo B) |                                        |
| 2009-10   | 2.ª Regional        | 14.º           |                                        |
| 2010-11   | 2.ª Regional        | 6.º            |                                        |
| 2011-12   | 2.ª Regional        | 8.º            |                                        |
| 2012-13   | 2.ª Regional        | 7.º            |                                        |

## Palmarés

### Torneos autonómicos
- Copa RFEF (Fase Autonómica de Cantabria) (1): 2022-23.
- Regional Preferente (2): 1975-76 y 2020-21.
- Primera Regional (4): 1946-47, 1947-48, 1956-57 y 1961-62.
- Subcampeón de Primera Regional (3): 1954-55, 1973-74 y 2009-10.
- Campeonato Regional de Cantabria (Serie C) (1): 1929-30.
- Copa Cantabria (5): 1957, 1958, 1959, 1961 y 1974.
- Subcampeón de Copa Cantabria (1): 1971.
- Campeonato de Cantabria de Aficionados (3): 1955, 1957 y 1972.
- Campeonato Cantabria de Aficionados (6): 1932, 1945, 1948, 1959, 1960 y 1976.
- Torneo Federación (3): 1948, 1949 y 1951.
- Subcampeón del Torneo Federación (1): 1952.

### Trofeos amistosos
- Trofeo Ciudad de Reinosa (1): 1981[5]